# Nirvana in Paradiso
Op 25 november 1991 gaf Nirvana een concert in Paradiso. De Amerikaanse grungeband toerde door Europa ter promotie van hun tweede studioalbum Nevermind. Het optreden zou oorspronkelijk op 24 november plaatsvinden in de Melkweg. Vanwege het enorme succes van het album, dat twee maanden daarvoor was uitgebracht en de doorbraak van de band betekende, werd op het laatste moment uitgeweken naar het grotere poppodium.
Het uitverkochte concert werd "legendarisch" genoemd. Er werden verschillende bootlegs uitgebracht en drie decennia later zouden de beelden van het concert in dezelfde concertzaal vertoond worden. De opnames van vier nummers belandden op het live-verzamelalbum From the Muddy Banks of the Wishkah (1996). De blu-ray Live in Amsterdam, Netherlands, uitgegeven bij de heruitgave van Nevermind in 2021, bevat beelden van het concert.

## Geschiedenis
Op 24 september 1991 bracht Nirvana hun tweede studioalbum Nevermind uit. In november ving de Europese tournee ter promotie van het album aan. Nevermind betekende de doorbraak voor het tot dan toe relatief onbekende grungetrio – in september trad de band nog op in een bijzaaltje tijdens het Rotterdamse Ein Abend In Wien, een festival voor 'alternatieve muziek'. De single 'Smells Like Teen Spirit' was wereldwijd uitgegroeid tot een enorme hit. Het Nederlandse concert van de tournee zou plaatsvinden op 24 november in de Melkweg, maar vanwege het succes werd het concert verplaatst naar Paradiso op 25 november. Het concert was alsnog binnen een kwartier uitverkocht.
's Middags vond er een opnamesessie plaats in Hilversum voor het VPRO/VARA-radioprogramma Nozems-a-gogo. Het viel fotograaf Michel Linssen op dat frontman Kurt Cobain onrustig was vanwege het plotselinge succes. Al voor aanvang van het concert was het in de zaal "rumoerig". Zoals bij andere concerten tijdens de tournee werden er ook beelden gemaakt in Paradiso. Programmamaker Bram van Splunteren en cameraman Sander Snoep legden het concert vast op film voor het VPRO-tv-programma Onrust. Cobain was niet gediend van Snoep die wel erg dichtbij stond en probeerde hem met zijn gitaar weg te duwen. De ordedienst moest verschillende malen ingrijpen toen stagedivers het podium beklommen. Tijdens de toegiften probeerden enkelen de muziekinstallatie te stelen waarop er opnieuw moest worden ingegrepen.
Het concert in Paradiso was de enige liveshow van de gehele Nevermind European Tour die integraal op beeld is vastgelegd. Op 30 november 2021 zouden de beelden wegens het 30-jarig jubileum in dezelfde zaal vertoond worden waar Nirvana in 1991 optrad. Vanwege de coronapandemie kon de vertoning niet doorgaan.

## Setlist
Tijdens het concert, dat ongeveer een uur duurde, werden de volgende nummers gespeeld:
| Nr | Titel                            | Album     |
| -- | -------------------------------- | --------- |
| 1  | 'Drain you'                      | Nevermind |
| 2  | 'Aneurysm'                       | —         |
| 3  | 'School'                         | Bleach    |
| 4  | 'Floyd the Barber'               | Bleach    |
| 5  | 'Smells Like Teen Spirit'        | Nevermind |
| 6  | 'About a Girl'                   | Bleach    |
| 7  | 'Polly'                          | Nevermind |
| 8  | 'Lithium'                        | Nevermind |
| 9  | 'Sliver'                         | —         |
| 10 | 'Breed'                          | Nevermind |
| 11 | 'Come as You Are'                | Nevermind |
| 12 | 'Been a Son'                     | Blew (ep) |
| 13 | 'Negative Creep'                 | Bleach    |
| 14 | 'On a Plain'                     | Nevermind |
| 15 | 'Blew'                           | Bleach    |
| 16 | 'Love Buzz' (toegift)            | Bleach    |
| 17 | 'Territorial Pissings' (toegift) | Nevermind |

## Ontvangst en belang
David Kleijwegt merkte in het Algemeen Dagblad op dat de muziek "hoe robuust en ongepolijst ook, als een huivering door Paradiso" ging.
Fred de Vries beschreef in Trouw de dynamiek tijdens het optreden. Volgens hem "verziekte" Cobain het nummer 'Come as You Are' "door beurtelings Led Zeppelin-zanger Robert Plant en Sex Pistol Johnny Rotten te imiteren."
Op de live video "Live! Tonight! Sold Out!!", uitgekomen op VHS op 1 oktober 1994, zijn beelden van 'Aneurysm', 'Love Buzz' en 'Territorial Pissings' deels opgenomen tijdens het optreden in Paradiso. Ook bevinden er zich volledige opnamen op, van 'Come As You Are', 'Drain You' en 'Sliver'. Toen de DVD-versie uitkwam, zaten er bij de extra's nog eens vijf andere nummers van het optreden bij; 'School', 'About a Girl', 'Been a Son', 'On a Plain' en 'Blew'.
Op 1 oktober 1996 gaf de band het live-verzamelalbum From the Muddy Banks of the Wishkah uit dat hoofdzakelijk door bassist Krist Novoselic was samengesteld. Vier nummers van het concert in Paradiso belandden op het album; 'School', 'Been a Son', 'Lithium' en 'Blew'.
Het concert werd in 2018 door NRC-muziekjournaliste Hester Carvalho beschreven in haar boek Paradiso 50 jaar: in 50 legendarische concerten.
Tot begin 1992 speelde de band de nummers live in E. Daarna werd er een halve toon lager, in E♭, gespeeld. Tyler Golsen van Far Out merkte dan ook op dat als men het vroege werk van de band in de oorspronkelijke stemming wil horen, men het concert in Paradiso moet kijken.
Op 12 november 2021 werd Nevermind in verschillende versies heruitgegeven. Eén versie bevat de blu-ray Live in Amsterdam, Netherlands en bevat de filmbeelden van het concert in Paradiso.